# Smile Precure!
Smile Precure! (スマイルプリキュア！, Hepburn: Sumairu PuriKyua!, lit. "Sorriso Cura Bonita") é uma série de anime mahō shōjo japonês, é a nona série da franquia Pretty Cure. Sua temática principal da série são os Contos de Fadas. 
Criada por Izumi Todo e produzida pela Toei Animation, a série é escrita por Shōji Yonemura, que também escreveu Glass Fleet e Kamen Rider Kabuto. Os designs dos personagens é responsável pelo Toshie Kawamura, que trabalhou anteriormente no design de personagem de Yes! Precure 5. Seu primeiro episódio foi exibido em 5 de Fevereiro de 2012 enquanto seu último episódio em 27 de Janeiro de 2013. 
A temporada substituiu Suite Precure♪ e foi sucedida pela décima temporada: DokiDoki! Precure.

## História
O Reino de Marchenland, onde vários personagens dos contos de fadas residem, é atacado por Pierrot, o maligno líder do Reino do Final Infeliz, eles roubam os principais itens de poder da Rainha, os Cure Decors. Usando suas últimas energias, a Rainha selou Pierrot, mas seus servos, Joker e os Generais do Final Infeliz: Wolfrun, Akaoni e Majorina vão à Terra para recolher energia infeliz dos humanos. Para defender Märchenland e a Terra, a Rainha envia Candy, para despertar cinco guerreiras lendárias, as Pretty Cures, para obter os Cure Decors e acabar com o Reino do Final Infeliz.
A história começa com um sonho da personagem Miyuki Hoshizora de cinco guerreiras brilhantes que falavam sua frase de impacto. No dia seguinte Miyuki Hoshizora se atrasa para seu primeiro dia de aula sendo uma estudante transferida. Chegando em Nanairogaoka, Candy encontra Miyuki e exposta ao perigo sua esperança dá a força para surgir um Smile Pact, item que Miyuki, e futuramente todas do grupo, usa para se transformar em Cure Happy. Junto de suas amigas: Akane Hino, Yayoi Kise, Nao Midorikawa e Reika Aoki, que ganharam respectivamente o poder de se transformarem em Cure Sunny, Cure Peace, Cure March e Cure Beauty, Miyuki e elas formam o time Smile PreCure! com seus poderes baseados em elementos.
Recrutadas pela fada Candy, as heroínas de Smile PreCure tem a missão de recolher os Cure Decor, itens mágicos para reviverem a Rainha de Märchenland. Porém, elas tem que lutar contra monstros que se alimentam de energia infeliz, chamados de Akanbes, para conseguir os Decors.

## Personagens

### Pretty Cures
As Smile Precure! são guerreiras lendárias que protegem a terra contra os emissários do Reino do Final Infeliz. Elas se transformam colocando seus Decors de transformação no Smile Pact, um item de transformação das Cures, pronunciando "Procure, Smile Charge", elas se transformam, antes de qualquer batalha, elas pronunciam sua frase de introdução, que é "As cinco luzes que nos guiam ao futuro! Brilhe! Smile Precure!"
As Cures ganham sua primeira forma, chamada de Princess Form usando o Princess Candle no episódio 23. No filme, Cure Happy ganha seu forma mais poderosa, chamada de Ultra Form, permitida pelo poder do Miracle Wing Decor e do Miracle Tsubasa Puff. Todas as Cures, ganham essa forma no episódio 47 usando o poder do Ultra Cure Decor e da Miracle Jewel.

#### Miyuki Hoshizora (星空 みゆき) / Emily Anderson
Miyuki Hoshizora ou Emily Anderson, é uma estudante do segundo ano transferida para a Escola de Ensino Fundamental Nanairogaoka. Ela tem um grande interesse em livros, principalmente em contos de fadas, ela admite ter "interesse romântico" por alguns personagens. Assim como as outras Precure (Glitters) líderes, Miyuki (Emily) é alegre e otimista, mas também um pouco desajeitada.
Miyuki tem "Ultra-Happy!!" (ウルトラハッピー ! !) ou "Happuppu" (はっぷっぷー) como seus bordões principais. Enquanto Emily tem "Another happy ending!" como seu bordão principal em Glitter Force.
Como Precure, Cure Happy (キュアハッピー) tem seu bordão como: "Cintilante e brilhante, a luz do futuro! Cure Happy!" (キラキラ輝く未来の光！キュアハッピー！, Kirakira kagayaku mirai no hikari! Kyua Happī!). Happy tem como seus poderes o do espirito positivo. Seu ataque de purificação é o Happy Shower (ハッピーシャワー Happī Shawā).
Em Glitter Force seu alter-ego é mudado para Glitter Rosa no Brasil, mas também é chamada de Glitter Lucky em outros idiomas. Seu bordão é "Um brilho fabuloso! Uma luz no seu coração! Eu sou a Glitter Rosa!". Seu ataque de purificação ganha o nome de "Tempestade Reluzente!"

#### Akane Hino (日野あかね) / Kelsey Ace
Akane Hino ou Kelsey Ace, foi a primeira colega de classe a interagir com Miyuki, também faz parte do time do voleibol da escola. Ela é originalmente de Osaka e veio para Nanairogaika durante seu tempo de Escola Primária, ela fala no dialeto de Kansai. Sua família é dona de um restaurante de okonomiyaki com o seu nome, onde ela ajuda seus pais. Akane (Kelsey) também adora piadas, porém quando ela tem uma meta estabelecida, ela pode ser muito esforçada para conseguir sua realização. Ela tem medo de altura e acaba entrando em pânico quando olha para baixo.
Como Precure, Cure Sunny (キュアサニー) tem seu bordão como: "O sol brilhante, o poder do sangue quente! Cure Sunny!" (太陽サンサン熱血パワー！キュアサニー！, Taiyō sansan nekketsu pawā! Kyua Sanī!). Sunny tem como seus poderes o de fogo. Seu ataque de purificação é o Sunny Fire (キュアサニー Sanī Faiā).
Em Glitter Force seu alter-ego é mudado para Glitter Laranja no Brasil, mas também é chamada de Glitter Sunny em outros idiomas. Seu bordão é "Mexeu comigo, mexeu com fogo! Eu sou a Glitter Laranja!". Seu ataque de purificação ganha o nome de "Ataque do Fogo!"

#### Yayoi Kise (黄瀬やよい) / Lily Parker
Yayoi Kise ou Lily Parker estuda na mesma classe que as meninas e também faz parte do clube de quadrinhos da escola, com aspiração em se tornar uma mangaká. Ela é muito tímida sobre seu trabalho, e muitas vezes tende a chorar, Yayoi (Lily) é muito leal, diligente e obstinada quando se trata de coisas com as pessoas que ela se preocupa. Ela é muito fã de super-heróis e ficou muito feliz por ter se tornado uma heroína.
Como Precure, Cure Peace (キュアピース) tem seu bordão como: "Cintilante, brilhante, pedra-papel-tesoura! Cure Peace!" ピカピカぴかりんじゃんけんポン ♪ キュアピース！, Pikapika pikarin jankenpon ♪ Kyua Pīsu! . Peace tem como seus poderes o de eletricidade. Seu ataque de purificação é o Peace Thunder (ピースサンダー Pīsu Sandā).
Uma curiosidade que em Smile Precure!, Cure Peace brinca intencionalmente com o telespectador de Jokenpô ou Pedra, Papel e Tesoura, pois cada episódio pós sua entrada no grupo ela joga aleatoriamente Pedra, Papel ou Tesoura ao falar o bordão.
Em Glitter Force seu alter-ego é mudado para Glitter Amarela no Brasil, mas também é chamada de Glitter Peace em outros idiomas. Seu bordão é "Cachorrinhos e Gatinhos, o Poder do Amor! Sou a Glitter Amarela". Seu ataque de purificação ganha o nome de "Raio Brilhante!"

#### Nao Midorikawa (緑川なお) / April Swanson
Nao Midorikawa ou April Swanson é colega de classe das outras meninas e faz parte do time de futebol da escola. Ela é muito confiável e com um grande senso de justiça, embora ela fique muito frustrada quando as coisas não acontecem da forma que ela planejou. Ela é a irmã mais velha de cinco irmãos, mas acaba ganhando sua sexta irmã no episódio 42, se tornando a sétima e cuida de seus irmãos menores enquanto seus pais trabalham. Por isso acabou se tornando uma ótima cozinheira. Ela também se interessa muito em coisas femininas. Apesar de ser muito corajosa, ela tem medo de insetos, fantasmas e de altura.
Como Precure, Cure March (キュアマーチ) tem seu bordão como: "Coragem intensa, uma luta direta! Cure March!" (勇気リンリン直球勝負！キュアマーチ！, Yūki rinrin chokkyū shōbu! Kyua Māchi!). March tem como seus poderes o de manipular vento. Seu ataque de purificação é o March Shoot (マーチシュート Māchi shūto).
Em Glitter Force seu alter-ego é mudado para Glitter Verde no Brasil, mas também é chamada de Glitter Spring em outros idiomas. Seu bordão é "Uma força tão poderosa quanto a própria vida! Sou Glitter Verde". Seu ataque de purificação ganha o nome de "Tiro Reluzente!"

#### Reika Aoki (青木れいか) / Chloe Rose
Reika Aoki ou Chloe Rose é colega de sala das meninas e amiga de infância de Nao (April). No início ela é Vice-Presidente do Conselho Estudantil e mais tarde se torna a Presidente do Conselho Estudantil no episódio 37. Ela faz parte principalmente do clube de kyūdō da escola. Reika (Chloe) é séria, elegante e generosa, mas também tem um temperamento assustador uma vez que a sua paciência atinge seu limite. Ela é muito responsável e dedicada nos estudos, nos clubes e como Cure Beauty (Glitter Azul). Ela consegue controlar seu medo e permanecer calma.
Como Precure, Cure Beauty (キュアビューティ) tem seu bordão como: "Nevando, caindo e se acumulando, um coração nobre! Cure Beauty" (しんしんと降りつもる清き心！キュアビューティ！, Shinshin to furitsumoru kiyoki kokoro! Kyua Byūti!). Beauty tem como seus poderes o de gelo. Seu ataque de purificação é o Beauty Blizzard (ビューティーブリザード Byūtī Burizādo).
Em Glitter Force seu alter-ego é mudado para Glitter Azul no Brasil, mas também é chamada de Glitter Breeze em outros idiomas. Seu bordão é "Frio e rápido como vento invernal! Eu sou a Glitter Azul". Seu ataque de purificação ganha o nome de "Nevasca Reluzente!"

### Mascotes

#### Candy (キャンディ)
Candy é a mascote principal do grupo. Ela foi enviada à Terra pela Royale Queen para encontrar as Pretty Cures e coletar as Cure Decors para salvar sua terra natal. Candy tem um aparência de ovelha e seus cabelos podem servir para diversos penteados. Ela também termina suas frases com "~Kuru", porém em Glitter Force isso não foi mantido.

#### Pop (ポップ)
Pop é uma fada com aparência que remete um leão e é irmão mais velho de Candy. Pop é muito cuidadoso e responsável, principalmente quando se trata de Candy, mas também possui jeitos de falar de um Samurai. Além disso ele não gosta de ser chamado de fofo. Ele termina suas frases com "~de gozaru", o que não foi adicionado em Glitter Force.

### Bad End Kingdom

#### Pierrot (ピエーロ) / Imperador Nogo
Pirreot ou Imperador Nogo é o governante do Bad End Kingdom e principal vilão da série, que invadiu Märchenland para roubar a Decoração de Cura e causar o "Pior Final" ou "Final Infeliz".

#### Joker (ジョーカー) / Rascal
Joker ou Rascal é um dos vilões e líder dos Generais do Bad End. O personagem temático de Bobo da corte é o antagonista mais persistente e intrigante da temporada, até mesmo retornando na Novel de Smile Precure!. Joker é o personagem que entra em conflito com a Reika Aoki.

#### Wolfrun (ウルフルン) / Ulric
Wolfrun ou Ulric é um lobo que aparece no primeiro episódio atrás de Candy para que não ache as Pretty Cures. Ele é baseado no Lobo Mau da história de Chapeuzinho Vermelho. Ele termina suas frases com "Uruffufu" (ウルッフフ, Uruffufu), o que não foi adaptado em Glitter Force. Ele constantemente entra em conflito com Miyuki Hoshizora e Akane Hino. Wolfrun possuiu um disfarce humano chamado Wolf Runtarou.

#### Majorina (マジョリーナ) / Brooha
Majorina ou Brooha é uma bruxa inspirada no conto da Branca de Neve. Ela sempre acaba fazendo itens mágicos que recaem sobre as Pretty Cures trazendo episódios cômicos. Ela termina suas frases com "~dawasa" ( ～だわさ, ~dawasa ), o que não foi adaptado em Glitter Force. Majorina é a personagem que conflita com Nao Midorikawa. Majorina já possuiu um disfarce de forma humana com o nome de Majo Rina.

#### Akaoni (アカオーニ) / Brute
Akaoni ou Brute é um Oni, demônio de pele vermelha do folclore japonês, que é inspirado na história do conto japonês Momotaro. Ele se interessa por robôs gigantes e ele pode ser brutal, mas também leva as coisas a sério. Ele termina suas frases com " ~oni " ( ～オニ, ~oni). Akaoni é o personagem que entra em conflito com Yayoi Kise. Akaoni possui um disfarce humano com o nome de Akai Onikichi.

#### Akanbe (アカンベェ) / Bufão
Akanbe ou Bufão são monstros invocados pelos vilões da série para lutar contra as Pretty Cures. Eles são criados pela fusão de um objeto comum com um nariz Vermelho, Azul, Amarelo, Verde ou Roxo contendo o poder de Pierrot, transformando a energia da Cure Decor em Energia Ruim. Os vilões podem se fundir com os Akanbe e dar mais força a eles.

## Glitter Force
Em 2015, os direitos de Smile Precure!, nona temporada da franquia Pretty Cure, e DokiDoki! Pretty Cure, decima temporada da franquia Pretty Cure, foram vendidos a Saban Brands.
Anteriormente no seu planejamento foi adotado o nome de Gangnam Girls, porém foi alterado para o nome que é conhecido atualmente, Glitter Force.
Glitter Force é uma adaptação americanizada realizada pela Saban Brands, responsável principalmente por Power Rangers e Digimon. As temporadas originais sofreram alterações, aos moldes do que eram realizados nos anos 90 com diversas mudanças.
Para se enquadrar aos moldes do ocidente, Smile Precure! enfrentou várias mudanças. A troca de nomes foi principalmente crucial nessa adaptação, locais, monstros e personagens mudaram de nome, até mudança de origem como o Akaoni (Brute) de um Oni para um Ogro. Os únicos que não sofreram com essa mudança foram as fadas Candy e Pop. A série ao todo houve 40 episódios, descartando 8 episódios da série original por não serem cabíveis ao público infantil americano, tanto por causa do estilo de vida e cultura japonesa, quanto por temas sensíveis. Eles são:
| Episódio Original | Título Original (Romanizado)                       | Título Traduzido                                                 |
| ----------------- | -------------------------------------------------- | ---------------------------------------------------------------- |
| 10                | Nekketsu! Akane no Okonomiyaki Jinsei!!            | Sangue Quente! A Vida Okonomiyaki de Akane!!                     |
| 17                | Nekketsu! Akane no Owarai Jinsei!!                 | Sangue Quente! A Vida de Comediante de Akane!!                   |
| 19                | Papa, Arigatō! Yayoi no Takaramono                 | Papai, Obrigado! O tesouro de Yayoi                              |
| 26                | Natsu Matsuri! Yozora ni Saku Ōkina Ōkina Hana!    | Festival de verão! Uma flor enorme desabrochando no céu noturno  |
| 27                | Natsu no Fushigi!? Obāchan no Takaramono           | A Magia de verão!? O tesouro da vovó                             |
| 33                | Eigamura de Jidaigeki de Gozaru!? no Maki!         | Um filme de drama de época na Vila degozaru!?                    |
| 34                | Itchi Danketsu! Bunkasai de Mirakuru Fasshon Shō!! | Todos juntos! O milagroso Desfile de Moda no Festival Cultural!! |
| 36                | Nekketsu!? Akane no Hatsukoi Jinsei!!              | Sangue Quente!? O primeiro amor da Akane!!                       |

Além disso foram criadas músicas novas para abertura e encerramento. A partir do segundo encerramento a animação usada é diferente dos originais, sendo dedicado apenas para a adaptação.
No Brasil e também em Portugal, a série foi lançada na Netflix no dia 18 de dezembro de 2015 e divida em duas temporadas, cada uma com vinte episódios .
Em 2018 a marca Glitter Force e todo catálogo da Saban Brands é comprada pela responsável por My Little Pony e Transformers, a empresa de brinquedos e jogos Hasbro, mas a empresa não teve qualquer intenção de continuar com a franquia. 
A Saban Brands após a venda de suas produções teve que encerrar suas atividades, fechando as portas em 2 de Julho de 2018. 
Assim, em 9 novembro de 2024, após 6 anos da compra da Hasbro, Glitter Force e Glitter Force DokiDoki são retiradas do Streaming Netflix, com a especulação do encerramento do contrato de direitos autorais de Smile Precure! e DokiDoki! Precure. 

## Vozes
| Nome Original Smile Precure!  | Nome Adaptado Glitter Force         | Voz Original      | Dubladora Brasileira    | Dobradora Portuguesa |
| ----------------------------- | ----------------------------------- | ----------------- | ----------------------- | -------------------- |
| Miyuki Hoshizora / Cure Happy | Emily Anderson / Glitter Rosa       | Misato Fukuen     | Lilian Viana            | Bárbara Lourenço     |
| Akane Hino / Cure Sunny       | Kelsey Ace / Glitter Laranja        | Asami Tano        | Ana Paula Apollonio     | Rita Cruz            |
| Yayoi Kise / Cure Peace       | Lily Parker / Glitter Amarela       | Hisako Kanemoto   | Carolina Schiling       | Joana Campelo        |
| Nao Midorikawa / Cure March   | April Swanson / Glitter Verde       | Marina Inoue      | Mariane Souza Macedo    | Ana Vieira           |
| Reika Aoki / Cure Beauty      | Chloe Rose / Glitter Azul ou Breeze | Chinami Nishimura | Danielle Lima Merseguel | Paula Pais           |

## Filmes
Smile Precure! possui um filme entitulado de: "Smile Pretty Cure! O Filme: Todos Trocados no Livro Ilustrado!" (映画 スマイルプリキュア！ 絵本の中はみんなチグハグ！, Eiga Sumairu Purikyua! Ehon no Naka wa Minna Chiguhagu!) lançado nos cinemas em 27 de Outubro de 2012. A versão Blu-Ray e DVD foram lançadas em 20 de Março de 2013.
As personagens também foram protagonistas, marcando o primeiro filme da trilogia New Stage, com o filme: "Precure All Stars New Stage: Amigos do Futuro" (プリキュアオールスターズ New Stage みらいのともだち, Purikyu a Ōru Sutāzu New Stage : Mirai no Tomodachi) lançado para os cinemas em 17 de Março de 2012. A versão Blu-Ray e DVD foram lançadas em 18 de Julho de 2012.

## Músicas
Confira os Álbuns da Temporada:

### 1.Smile Pretty Cure! Original Soundtrack 1: Pretty Cure Sound Parade!!
Smile Pretty Cure! Original Soundtrack 1: Pretty Cure Sound Parade!! (スマイルプリキュア！オリジナル・サウンドトラック1 プリキュア・サウンド・パレード!!) é o primeiro álbum de trilha sonora da série, composta por Takanashi Yasuharu. O álbum foi lançado em 6 de Junho de 2012.
Lista de Músicas:
1. Pretty Cure Smile Charge! (Pretty Cure Carga de Sorrisos) (プリキュア・スマイルチャージ！) - Música de transformação.
2. Let's go! Smile Pretty Cure! (TV Size) (Vamos lá! Smile Pretty Cure! (Adaptada para TV) (Let's go!スマイルプリキュア！(TV Size)) - Música de abertura adaptada para televisão.
3. Subtitle (Subtítulo) (サブタイトル) - Música para título dos episódios.
4. I'm Ultra Happy today too! (Eu estou Ultra Happy hoje também!) (今日もウルトラハッピー！)
5. The fairy of Märchenland (A fada de Märchenland)
6. Every day is a good day (Todo dia é um bom dia) (日日是好日)(メルヘンランドの妖精)
7. Emissaries of a Bad End (Emissários de um Final Infeliz) (バッドエンドの使者)
8. Summoning an Akanbe (Invocando um Akanbe) (アカンベェ召喚)
9. Sparkle! Smile Pretty Cure! (Brilhe! Smile Pretty Cure!) (輝け！スマイルプリキュア！)
10. Let's go! Smile Pretty Cure! ~Cure Metal Instrumental~ (Vamos lá! Smile Pretty Cure! ~Cure Metal Instrumental~) (Let's go!スマイルプリキュア！～Cure Metal Instrumental～) - Música de abertura versão Heavy Metal.
11. The brilliant sun! (O Sol Brilhante) (太陽さんさん！)
12. Gentle peace (Paz Gentil) (やさしさにピース)
13. With a straightforward heart (Com um coração direto) (まっすぐな心で)
14. Noble and dignified and beautiful (Nobre e digna e bonita) (清く凛々しく美しく)
15. Yay! Yay! Yay! ~Cheerful Instrumental~ (イェイ！イェイ！イェイ！～Cheerful Instrumental～)
16. Smile Catch A (スマイルキャッチA) - Música de Eyecatch A antes do intervalo na programação de TV.
17. Smile Catch B (スマイルキャッチB) - Música de Eyecatch B após o intervalo na programação de TV.
18. Bewitching tricks (Truques Encantados) (妖しいたくらみ)
19. Struggling tempest (Tempestade Batalhadora) (ジタバタ大騒動)
20. Dozing off in the afternoon (Cochilando à tarde) (まどろみの午後)
21. Embracing your heart (Abraçe seu coração) ( (心を抱きしめて)
22. Graceful time (Tempo gracioso) (たおやかな時間)
23. Bad End Kingdom (Reino dos Finais Infelizes) (バッドエンド王国)
24. Things that jeopardize the world (Coisas que colocam o mundo em risco) (世界をおびやかすもの)
25. Opposing courage (Adversário Corajoso) (立ち向かう勇気)
26. Pretty Cure Smile Charge! -Short Version- (Pretty Cure Carga de Sorrisos! -Versão Curta- ) (プリキュア・スマイルチャージ！－Short Version－) - Música de transformação versão curta para as transformações.
27. Courageous Pretty Cure (As Corajosas Pretty Cures) (勇気のプリキュア)
28. Pretty Cure Rainbow Healing! (Pretty Cure Cura do Arco-íris) (プリキュア・レインボーヒーリング！)
29. And they all lived happily ever after (E todos eles viveram felizes para sempre) (めでたしめでたし)
30. Yay! Yay! Yay! (TV Size) (イェイ！イェイ！イェイ！(TV Size)Yay! Yay! Yay! (TV Size)) - Encerramento adaptado para televisão.
31. Let's go! Smile Pretty Cure! (Original Karaoke) (Vamos lá! Smile Pretty Cure! (Karaokê Original) (Let's go!スマイルプリキュア！(オリジナル・カラオケ)) - Instrumental da abertura, para Karaokê.
32. Yay! Yay! Yay! (Original Karaoke) (イェイ！イェイ！イェイ！(オリジナル・カラオケ)) - Instrumental do primeiro encerramento para Karaokê.

### 2. Smile Pretty Cure! Vocal Album 1 ~Spread Out! Smile World!!~
Smile Pretty Cure! Vocal Album 1 ~Spread Out! Smile World!!~ (スマイルプリキュア！ボーカルアルバム１～ひろがれ！スマイルワールド！！～) é o primeiro álbum de músicas cantadas da série. O álbum foi lançado em 18 de Julho de 2012.
Lista de Músicas:
1. Let's go! Smile Pretty Cure! (Vamos lá! Smile Pretty Cure!) (Let's go!スマイルプリキュア！) - Música de abertura da série cantada por Ikeda Aya.
2. Happy☆Song (Canção☆Feliz) (ハッピー☆ソング) - Música da Cure Happy.
3. Only Wonderful! (Simplesmente Maravilhoso!) (オンリーワンダフル！) - Música da Cure Sunny.
4. 100% Hero (100% Herói) (100%ヒーロー) - Música da Cure Peace.
5. Always With A Smile (Sempre Com Um Sorriso) (いつも笑顔で) - Música da Cure March.
6. Your Mirror (Seu Espelho) (あなたの鏡) - Música da Cure Beauty.
7. The Best Smile (O Melhor Sorriso) (最高のスマイル) - Música cantada por Cure Happy, Cure Sunny, Cure Peace, Cure March e Cure Beauty.
8. Just Your Laugh (Apenas Sua Risada) (キミが笑うだけで) - Música cantada por Ikeda Aya, responsável por cantar a abertura da série.
9. Smile Carnival!! (Carnaval do Sorriso) (スマイルカーニバル！！) - Música cantada por Yoshida Hitomi, que cantou músicas de Smile Precure! até Go! Princess Precure
10. To Everyone Of Tomorrow (Para Todos do Amanhã) (明日のみんなへ) - Música cantada por Ikeda Aya e Yoshida Hitomi.
11. Yay! Yay! Yay! (イェイ！イェイ！イェイ！) - Música de encerramento da série cantada por Yoshida Hitomi.

### 3. Full Bloom＊Smile!
Full Bloom＊Smile! (満開＊スマイル！) é o segundo álbum de singles da série, lançado no dia 5 de Setembro de 2012.
Lista de Músicas:
1. Full Bloom*Smile! (Floresça Plenamente*Sorria!) (満開＊スマイル！) - Segundo encerramento da série. Música cantada por Yoshida Hitomi.
2. Let's Laugh, Just Laugh And Laugh♪ (Vamos Rir, Apenas Rir e Rir♪) (笑う笑えば笑おう♪) - Música cantada por Cure Happy, Cure Sunny, Cure Peace, Cure March e Cure Beauty.
3. Full Bloom*Smile (Original・Melody・Karaoke) (満開＊スマイル！(オリジナル・メロディー入り・カラオケ)) - Versão Instrumental e para Karaokê.
4. Let's Laugh, Just Laugh And Laugh♪ (Original・Melody・Karaoke) (笑う 笑えば 笑おう♪(オリジナル・メロディー入り・カラオケ)) - Versão Instrumental e para Karaokê.

### 4. Smile Pretty Cure!: Ehon no Naka wa Minna Chiguhagu! Theme Song Single
Smile Pretty Cure!: Ehon no Naka wa Minna Chiguhagu! Theme Song Single (映画スマイルプリキュア! 絵本の中はみんなチグハグ! テーマ曲収録シングル) é um single lançado referente ao filme "Smile Pretty Cure! O Filme: A Grande Descombinação em um Livro Ilustrado!" (映画 スマイルプリキュア！ 絵本の中はみんなチグハグ！, Eiga Sumairu Purikyua! Ehon no Naka wa Minna Chiguhagu!)
Lista de Músicas:
1. The Future Called You (O Futuro te Chama) (きみという未来)
2. Smile Pretty Cure! Medley (Smile Pretty Cure! Mistura de Músicas) (スマイルプリキュア！メドレー)
3. The Future Called You (Original・Karaoke) (きみという未来 (オリジナル・カラオケ)) - Versão Instrumental e para Karaokê
4. Smile Pretty Cure! Medley (Original・Karaoke) (スマイルプリキュア!メドレー (オリジナル・カラオケ)) - Versão Instrumental e para Karaokê

### 5. Smile Pretty Cure!: Ehon no Naka wa Minna Chiguhagu! Original Soundtrack
Smile Pretty Cure!: Ehon no Naka wa Minna Chiguhagu! Original Soundtrack (映画スマイルプリキュア!絵本の中はみんなチグハグ! オリジナル・サウンドトラック) é o álbum de Trilha Sonora do Filme, lançado dia 24 de Outubro de 2012.
Lista de Músicas:
1. Meeting Nico (Conhecendo Nico) (ニコとの出会い)
2. Great exhibition of the world of picture books (Grande Exposição do Mundo dos Livros Ilustrados) (世界の絵本大博覧会)
3. Let's go! Smile Pretty Cure! (Movie Size) (Vamos lá! Smile Pretty Cure! (Adaptado para Filme)) (Let's go！ スマイルプリキュア！（映画size）) - Música de abertura adaptada para o filme.
4. The intruders from the movies (Os Intrusos dos Filmes) (銀幕からの闖入者)
5. Pretty Cure Smile Charge! (Pretty Cure Carga de Sorrisos) (プリキュア・スマイルチャージ！) - Música de transformação da série.
6. Gold and silver horn vs. Pretty Cure (Chifre de Ouro e de Prata vs. Pretty Cure) (金角・銀角対プリキュア)
7. Nico's theme (Música Tema da Nico) (ニコのテーマ)
8. Welcome to the World of Picture Books! (Bem-vindo ao Mundo de Livros Ilustrados) (ようこそ絵本の世界へ！)
9. Adventure in the World of Picture Books (Aventura no Mundo de Livros Ilustrados) (絵本の世界の冒険)
10. Everyone is chaotically mismatched (Todos são caoticamente incompatíveis) (みんなチグハグ大混乱)
11. The shadow that paints out peace (A sombra que pinta a paz) (平和を塗りつぶす影)
12. The frantic escape (A fuga frenética) (必死の逃走)
13. The never ending story (A história sem fim) (終わりのない物語)
14. Fierce battle (Batalha Feroz) (大激戦)
15. The broken promise (A Promessa Quebrada) (破られた約束)
16. Miyuki and Nico's picture book (O Livro Ilustrado da Miyuki e Nico) (みゆきとニコの絵本)
17. I want to bring back smiles (Eu quero trazer os sorriso de volta) (笑顔を取り戻したい)
18. The shadow whispers (O Sussurro da Sombra) (影はささやく)
19. Indomitable fighting spirit (O Espírito de Luta Indomável) (不屈の闘志)
20. Bonds of smiles (Laço dos Sorrisos) (笑顔の絆)
21. Thanks, I'm sorry (Obrigado, Me Desculpe) (ありがとう、ごめんなさい)
22. The Demon King appears (O Rei Demônio Aparece) (魔王あらわる)
23. The heart that is captured in the Demon King's cage (O coração capturado na gaiola do Rei Demônio) (魔王の檻と囚われた心)
24. Facing courage (Enfrentando com Coragem) (立ち向かう勇気)
25. Pretty Cure Royal Rainbow Burst! (Pretty Cure Explosão do Arco-íris Real!) (プリキュア・ロイヤルレインボーバースト！) - Segundo ataque em conjunto das personagens.
26. The world that covered in darkness (O mundo que se cobriu de escuridão) (闇に覆われる世界)
27. Ultra Cure Happy is born (O Nascimento de Ultra Cure Happy) (ウルトラキュアハッピー誕生)
28. Covered in the light of smiles (Coberto na Luz dos Sorrisos) (笑顔の光に包まれて)
29. A story begins right here (Uma história começa bem aqui) (ここから始まる物語)
30. The Future Called You (Movie Size) (O Futuro Chama Você (Adaptado para Filme) (きみという未来（映画size）)
31. Full Bloom*Smile! (Movie Size) (Floresça Plenamente*Sorria! (Adaptado para Filme)) (満開＊スマイル！（映画size）) - Segundo encerramento da série adaptada para o Filme. Música cantada por Yoshida Hitomi.